# Яхмос-Ситамон
Яхмос-Ситамон или Ситамон — принцесса начала XVIII династии Древнего Египта.

## Этимология
Имя принцессы означает «Дитя Луны, Дочь Амона».

## Биография
Ситамон приходилась дочерью фараону Яхмосу I и сестрой Аменхотепу I. Её колоссальная статуя находится возле восьмой колонны в Карнаке.
Её мумия была обнаружена в Дейр эль-Бахри в гробнице DB320 и сейчас находится в Египетском музее в Каире.